# 로봇보이
《로봇보이》(영어: Robotboy)는 프랑스의 애니메이션 제작사 알파님과 텔레비전 채널 프랑스 3 및 카툰 네트워크 유럽지사 등에서 제작한 영불 텔레비전 애니메이션이다. 《로봇보이》는 원래 3D 애니메이션 텔레비전 파일럿을 위해 2004년 10월 4일 프랑스 3에 판매되었습니다.
《로봇보이》는 영국에서 2005년 11월 1일부터 카툰 네트워크를 통해 방송되었으며, 미국에서는 2005년 12월 28일 파일럿 에피소드가, 2006년 1월 14일부터 공식 방송되었다.
대한민국에서는 2007년 3월 19일부터 평일 오전에 방송되었다.

## 구성
로봇보이는 세계적으로 유명한 과학자인 모시모 교수의 마지막 창조물이다. 세계를 정복하려는 카미카지 박사와 그의 부하인 콘스탄틴이 로봇보이를 훔칠 것이라는 걱정에 모시모 교수는 그의 열혈 팬인 토미 턴불에게 로봇보이를 맡긴다. 토미와 그의 두 친구인 롤라와 거스에게 보호되는 동안, 로봇보이는 자신이 진정한 소년인 것처럼 어떻게 행동하고 처신해야 하는 지를 배운다.

## 등장 캐릭터
- 로봇보이

성우: 로렌스 부바르/전숙경
주인공인 파란 로봇 캐릭터로, 토미와 가장 친하게 지낸다. 로봇보이는 비전투 모드와 전투 모드, 슈퍼전투 모드 3단계로 변신할 수 있다.
- 토미 턴불

성우: 로레인 필킹턴/정미숙
로봇보이의 주인이자 가장 친한 친구인 10살 소년.
- 거스

성우: 루퍼트 드가스/김혜미
토미의 친구. 종종 둔한 행동을 하지만 똑똑한 면모를 보일 때도 있다.
- 로라

성우: 로렌스 부바르/이용순
토미와 거스의 친구이자 토미를 짝사랑하는 소녀.
- 로봇걸

성우: 로렌스 부바르/?
로봇보이의 친구인 분홍색 전투 로봇. 슈퍼전투모드로 변신한 적은 단 두 번 밖에 없다. 마지막 편에서 로봇걸은 모시모 박사가 위험한 상황에 처해 있음을 토미에게 알려주러 오지만, 기억력을 상실해 전투모드로 변신할 수 없게 된다. 하지만 로라의 도움으로 기억을 회복하고, 프로토보이에 맞서 싸우다 패배해 사라질 위기에 처하지만 로봇보이에 의해 구출된다.
- 모시모 박사

성우: 이가와 토고/홍진욱
로봇보이와 로봇걸을 만든 사람. 그는 토미에게서 자신의 마지막 발명품을 찾고 있다는 편지를 받았는데, 그때 모시모 박사는 토미에게 로봇보이를 보살피라는 의미로 주게 된다. 그는 조수로 있는 일본인 약혼녀를 두고 있고, 프로토보이와 로봇맨, 로봇새도 만들었다. 과거 카미카지 박사의 라이벌이기도 했다.
- 가미카지 박사

성우: 쿠수하라 에이지/탁원제
두꺼운 안경을 낀 채 목욕가운을 입은 노인. 천재 악당이라 자칭하는 주요 악당이다. 그는 자신의 꿈인 세계 정복을 이루는 데 이용할 슈퍼 로봇 부대를 만들기 위한 견본을 구하기 위해 로봇보이를 납치할 궁리를 한다.
- 콘스탄틴

성우: 루퍼트 드가스/사성웅
카미카지 박사의 부하.